# 尖沙咀西
尖沙咀西（英語：Tsim Sha Tsui West，代號：E01）曾是香港油尖旺區議會下轄的選區，1994年設立，自2021年起懸空至2023年取消，懸空前的區議員為民間團體「尖碼之聲」主席陳嘉朗。

## 範圍及名稱
選區橫跨尖沙咀西部及西九龍填海區南部，現時包括The Austin、Grand Austin、西九文化區、佐治五世紀念公園一帶、柯士甸道和麼地道以南及彌敦道和漆咸道南以西的範圍。2019年前選區邊界為佐敦道、廣東道、九龍公園徑、梳士巴利道（至中間道為止），當時以九龍站周邊加上廣東道海港城一帶樓宇為主。
與其相鄰的選區有佐敦南、佐敦西、尖東及京士柏加上尖沙咀中選區，並且與中西區、灣仔區相海相望，由於本選區以尖沙咀西部為主，故以此為名，投票站設於九龍公園游泳池。

## 沿革
尖沙咀西選區首次出現於1994年區議會選舉，1993年港督彭定康推行政改方案改革區議會，取消所有委任議席及雙議席選區制度，全面實行單議席單票制，並改由選區分界及選舉事務委員會制定，區議會選區數目亦隨人口變動而大幅增加，尖沙咀西選區是當時新增的選區之一。
由原有尖沙咀雙議席選區擴散到原佐敦雙議席選區範圍的佐敦道、加士居道、漆咸道南後，依彌敦道分拆為尖沙咀西及尖沙咀東選區。該次選舉由原佐敦選區區議員公共事務評議會李景華、民主建港聯盟鍾懿芳與自由黨李漢城爭奪，由李景華以887票勝出（鍾458票、李133票）。
1999年區議會選舉，依覺士道、柯士甸道、彌敦道、梳士巴利道以及梳士巴利花園麗晶酒店之間分劃尖沙咀西及尖沙咀東選區，議席由李景華及民建聯成員麥宜全爭奪，最終李以899票擊敗取得675票的麥勝出。
2003年區議會選舉因應九龍站Union Square項目發展，本區劃出九龍站一帶漾日居、君臨天下等到原名為渡船角的尖沙咀北選區。加入民主建港聯盟的李景華繼續於本區爭取連任，另外有獨立民主派陳健成參選，結果陳健成以989票擊敗取得962票的李景華勝出。
2007年區議會選舉，尖沙咀北 選區九龍站一帶劃回本區，而廣東道、佐敦道、覺士道、柯士甸道範圍則劃入佐敦選區（該兩個選區則改名為佐敦西及佐敦東），這些改動大大改變三區居民的組成。陳健成以泛民區選聯盟名義爭取連任，民建聯派出居於漾日居的孔昭華參選，另外有第三位候選人徐志強，結果孔昭華以586票擊敗495票的陳健成及139票的徐志強勝出。
2011年區議會選舉，因應Union Square人口持續增加，本區廣東道、柯士甸道、彌敦道、梳士巴利道、九龍公園徑範圍劃入佐敦東選區。今次孔昭華爭取連任，對手則是沒有政治連繫的任紹偉，最後孔以接近七成票數勝出（孔878票對任410票）。
2015年區議會選舉，香港基督徒社關團契劉志雄得到泛民區選聯盟認可後以「傘兵」形式參選阻止孔昭華連任，最後孔以稍低於六成選票勝出（1,213票對劉828票）。
2019年區議會選舉，選管會將九龍站Union Square劃入新增的九龍站選區，並將佐敦南選區的九龍佐治五世紀念公園一帶和柯士甸道以南的樓宇及尖沙咀中選區内麼地道以南的樓宇劃入本區，調整後幾個選區的人口到標準限額25%上下限之內，由於幾個選區時任議員皆為民建聯，被指對該黨有利，惟孔昭華報稱居住的漾日居因改編入九龍站（E02）而轉區參選，原有「尖沙咀西」（E01）選區則吸引多名建制派、非建制派及少數族裔人士參與角逐。
參選人士包括得到民主建港協進聯盟推薦，報稱為市場總監，曾擔任「環境師」及香港環境師學會會長的潘景和；曾任孔昭華議員助理的梁幸輝（報稱為總幹事），2016年起因政府開發九龍公園地下空間而成立壓力團體「1970地下起異」，就有關議題向政府提出意見及接受傳媒訪問，形成建制派內鬥。
同時泛民主派亦有三人參選：計有得到毛孟靜支持的運輸學碩士陳嘉朗，社會福利界選舉委員會成員，報稱為商人的少數族裔人士簡浩名（KHAN Abdull Ghafar），以及前任立法會議員、深水埗區議員及民協主席馮檢基，形成五人混戰。由於泛民主派三人都屬於臨時出選，競爭情況激烈，其中陳嘉朗為壓力團體「尖碼之聲」主席，反對政府將尖沙咀天星碼頭公共運輸交匯處改劃作露天廣場，並向联合国教育、科学及文化组织作出申述，最終迫使政府擱置計劃，更得到泛民主派區選聯盟認證，馮檢基則指他是從其前民協黨友，九龍城區議員蕭亮聲、楊振宇等確認，於6月底決定落區，而簡浩名則聲稱多次聯絡民主派人士報名，但不得要領。選舉期的2019年10月20日簡浩名在尖沙咀九龍清真寺外被警方水炮車的顏色水射中，其後向在場人士表示香港警方不尊重伊斯蘭教。基於本區多人競選，吸引多間傳媒辦行競選論壇；結果陳嘉朗以四成七得票的1,003票（當屆全港最低票數當選，同時離島區南丫及蒲台選區當選人亦以同樣票數當選，惟當區為人口稀少鄉郊地帶）擊敗其餘四位候選人當選尖沙咀西區議員，也是第二次由泛民主派人士奪取該選區議席。2021年7月8日，因應政府計劃追討協助民主派初選區議員的酬金津貼傳聞所帶動的區議員辭職潮中，陳嘉朗經社交媒體宣佈辭職，任期到7月14日。
議席藉此一直懸空至2023年選舉改革被撤銷，與九龍站、佐敦西、油麻地南、富榮、油麻地北、尖東及京士柏、佐敦北、佐敦南及尖沙咀中選區合併為油尖旺南選區。

## 歷屆議員
因早年本區範圍遍及佐敦道以南，加上時任區議員參選本選區，故列表包括1990年代部分，以示其連繫。
| 選區名稱 | 屆別                  | 議員   | 政治聯繫                              | 政治聯繫                              | 議員                                  | 政治聯繫 | 政治聯繫  |
| -------- | --------------------- | ------ | ------------------------------------- | ------------------------------------- | ------------------------------------- | -------- | --------- |
| 佐敦     | 1985年－1988年        | 韋建邦 |                                       | 革新會                                | 伍建新                                |          | 無黨籍    |
| 佐敦     | 1988年－1991年        | 李景華 |                                       | 革新會                                | 伍建新                                | 勵進會   |           |
| 佐敦     | 1991年－1994年        | 李景華 |                                       | 無黨籍                                | 伍建新                                |          | 自 自民聯 |
| 尖沙咀西 | 1994年－1999年        | 李景華 | 分拆出尖沙咀東選區後， 定為單議席選區 | 分拆出尖沙咀東選區後， 定為單議席選區 | 分拆出尖沙咀東選區後， 定為單議席選區 |          |           |
| 尖沙咀西 | 2000年－2003年        | 李景華 | 分拆出尖沙咀東選區後， 定為單議席選區 | 分拆出尖沙咀東選區後， 定為單議席選區 | 分拆出尖沙咀東選區後， 定為單議席選區 |          |           |
| 尖沙咀西 | 2004年－2007年        | 陳健成 | 分拆出尖沙咀東選區後， 定為單議席選區 | 分拆出尖沙咀東選區後， 定為單議席選區 | 分拆出尖沙咀東選區後， 定為單議席選區 |          |           |
| 尖沙咀西 | 2008年－2011年        | 孔昭華 | 分拆出尖沙咀東選區後， 定為單議席選區 | 分拆出尖沙咀東選區後， 定為單議席選區 | 分拆出尖沙咀東選區後， 定為單議席選區 |          | 民建聯    |
| 尖沙咀西 | 2012年－2015年        | 孔昭華 | 分拆出尖沙咀東選區後， 定為單議席選區 | 分拆出尖沙咀東選區後， 定為單議席選區 | 分拆出尖沙咀東選區後， 定為單議席選區 |          | 民建聯    |
| 尖沙咀西 | 2016年－2019年        | 孔昭華 | 分拆出尖沙咀東選區後， 定為單議席選區 | 分拆出尖沙咀東選區後， 定為單議席選區 | 分拆出尖沙咀東選區後， 定為單議席選區 |          | 民建聯    |
| 尖沙咀西 | 2020年－2021年7月14日 | 陳嘉朗 | 分拆出尖沙咀東選區後， 定為單議席選區 | 分拆出尖沙咀東選區後， 定為單議席選區 | 分拆出尖沙咀東選區後， 定為單議席選區 |          | 無黨籍    |
| 尖沙咀西 | 2021年7月15日－2023年 | 懸空   | 懸空                                  | 懸空                                  | 分拆出尖沙咀東選區後， 定為單議席選區 |          |           |

## 歷屆選舉結果
| 政党   | 政党   | 候选人    | 票数  | %     | ±      |
| ------ | ------ | --------- | ----- | ----- | ------ |
|        | 無黨派 | 1. 梁幸輝 | 124   | 5.89  | 不適用 |
|        | 獨立   | 2. 簡浩名 | 35    | 1.67  | 不適用 |
|        | 民建聯 | 3. 潘景和 | 788   | 37.45 | 不適用 |
|        | 獨立   | 4. 馮檢基 | 154   | 7.32  | 不適用 |
|        | 獨立   | 5. 陳嘉朗 | 1,003 | 47.67 | 不適用 |
| 多数票 | 多数票 | 多数票    | 215   | 10.22 | ▼8.64  |

| 政党   | 政党   | 候选人    | 票数  | %     | ±      |
| ------ | ------ | --------- | ----- | ----- | ------ |
|        | 獨立   | 1. 劉志雄 | 828   | 40.57 | 不適用 |
|        | 民建聯 | 2. 孔昭華 | 1,213 | 59.43 | ▼8.74‬  |
| 多数票 | 多数票 | 多数票    | 385   | 18.86 | ▼17.48 |

| 政党   | 政党   | 候选人    | 票数 | %     | ±      |
| ------ | ------ | --------- | ---- | ----- | ------ |
|        | 民建聯 | 1. 孔昭華 | 878  | 68.17 | ▲20.14‬ |
|        | 無黨派 | 2. 任紹偉 | 410  | 31.83 | 不適用 |
| 多数票 | 多数票 | 多数票    | 468  | 36.34 | ▼28.88 |

| 政党   | 政党   | 候选人    | 票数 | %     | ±      |
| ------ | ------ | --------- | ---- | ----- | ------ |
|        | 獨立   | 1. 陳健成 | 495  | 40.57 | 不適用 |
|        | 無黨派 | 2. 徐志強 | 139  | 11.39 | 不適用 |
|        | 民建聯 | 3. 孔昭華 | 586  | 48.03 | 不適用 |
| 多数票 | 多数票 | 多数票    | 91   | 7.46  | 不適用 |

| 政党   | 政党   | 候选人    | 票数 | %     | ±      |
| ------ | ------ | --------- | ---- | ----- | ------ |
|        | 獨立   | 1. 陳健成 | 989  | 50.69 | 不適用 |
|        | 民建聯 | 2. 李景華 | 962  | 49.31 | 不適用 |
| 多数票 | 多数票 | 多数票    | 27   | 1.38  | 不適用 |

| 政党   | 政党   | 候选人    | 票数 | %     | ±      |
| ------ | ------ | --------- | ---- | ----- | ------ |
|        | 無黨派 | 1. 李景華 | 899  | 57.12 | 不適用 |
|        | 民建聯 | 2. 麥宜全 | 675  | 42.88 | 不適用 |
| 多数票 | 多数票 | 多数票    | 224  | 14.23 | 不適用 |

| 政党   | 政党   | 候选人 | 票数 | %     | ±      |
| ------ | ------ | ------ | ---- | ----- | ------ |
|        | 無黨派 | 李景華 | 887  | 60.01 | 不適用 |
|        | 民建聯 | 鍾懿芳 | 458  | 30.99 | 不適用 |
|        | 自由黨 | 李漢城 | 133  | 9.00  | 不適用 |
| 多数票 | 多数票 | 多数票 | 429  | 29.03 | 不適用 |

| 政党   | 政党   | 候选人 | 票数  | %     | ±      |
| ------ | ------ | ------ | ----- | ----- | ------ |
|        | 自民聯 | 伍建新 | 1,527 | 39.81 | 不適用 |
|        | 革新會 | 李景華 | 1,202 | 31.33 | 不適用 |
|        | 獨立   | 麥耀華 | 1,107 | 28.86 | 不適用 |
| 多数票 | 多数票 | 多数票 | 95    | 2.48  | 不適用 |

| 政党   | 政党     | 候选人 | 票数  | %     | ±      |
| ------ | -------- | ------ | ----- | ----- | ------ |
|        | 勵進會   | 伍建新 | 1,472 | 39.83 | 不適用 |
|        | 革新會   | 李景華 | 853   | 23.08 | 不適用 |
|        | 勵進會   | 郭琳廣 | 839   | 22.70 | 不適用 |
|        | 公民協會 | 鄔欣餘 | 532   | 14.39 | 不適用 |
| 多数票 | 多数票   | 多数票 | 14    | 0.38  | 不適用 |